# Valent Bači
Valentin Bači (Botovo, općina Drnje, 13. veljače 1907. – Botovo, 1. svibnja 1979.), hrvatski književnik i političar.
Bio je seljački pisac iz Botova, jedan od osnivača i prvi predsjednik knjižnice u Botovu (1934. ), predsjednik (i tajnik) mjesne organizacije HSS-a u Botovu (1938.), istaknuti član Seljačke sloge (1938. je postao zamjenik kotarskog prosvjetnog povjerenika), tajnik kotarske organizacije HSS-a (1939. ). Pristupio je u KPH i 1943. bio prvi sekretar partijske organizacije u Botovu, inicirao je osnivanje Mjesnog narodno-oslobodilačkog odbora Botovo u ljeto 1943. kojega je bio član itd. Osim igrokaza "Prigorska svadba u Drnju", pisao je pjesme (npr. "Pjesma svibanjske noći") i priče (npr. "Orač"), te političke članke (npr. "Svaki svjestan seljak mora biti članom Seljačke Sloge", "Seljačka Sloga - seljačka škola", "Socijalna medicina u službi naroda", "Mali prikaz razvoja velikog seljačkog pokreta u koprivničkom kotaru",  "Zadovoljan narod, jaka država", "Hrvatski seljački pokret nikao je iz narodne duše" itd.), objavljivao je u Podravskim novinama (1937-1940.), a pisao je za zagrebačke novina Dom (1937-1939.) itd.